# Meadowood
Meadowood és una concentració de població designada pel cens dels Estats Units a l'estat de Pennsilvània. Segons el cens del 2000 tenia 2.912 habitants.

## Demografia
Segons el cens del 2000, Meadowood tenia 2.912 habitants, 1.100 habitatges, i 799 famílies. La densitat de població era de 725,4 habitants/km².
Dels 1.100 habitatges en un 28,5% hi vivien nens de menys de 18 anys, en un 63,2% hi vivien parelles casades, en un 6,1% dones solteres, i en un 27,3% no eren unitats familiars. En el 24,1% dels habitatges hi vivien persones soles el 12,3% de les quals corresponia a persones de 65 anys o més que vivien soles. El nombre mitjà de persones vivint en cada habitatge era de 2,43 i el nombre mitjà de persones que vivien en cada família era de 2,89.
Per edats la població es repartia de la següent manera: un 20,4% tenia menys de 18 anys, un 4,7% entre 18 i 24, un 24% entre 25 i 44, un 27,1% de 45 a 60 i un 23,8% 65 anys o més.
L'edat mediana era de 46 anys. Per cada 100 dones de 18 o més anys hi havia 86,3 homes.
La renda mediana per habitatge era de 48.004 $ i la renda mediana per família de 53.536 $. Els homes tenien una renda mediana de 42.422 $ mentre que les dones 23.387 $. La renda per capita de la població era de 19.616 $. Entorn del 2,2% de les famílies i el 3,1% de la població estaven per davall del llindar de pobresa.

## Poblacions més properes
El següent diagrama mostra les poblacions més properes.